# Wommelgem
Wommelgem este o comună din regiunea Flandra din Belgia. Suprafața totală a comunei este de 13,01 km². La 1 ianuarie 2008 comuna avea 12.187 locuitori. 
Wommelgem se învecinează cu comunele Wijnegem, Schilde, Anvers, Ranst, Borsbeek și Boechout.

## Localități înfrățite
- Austria: Scheffau am Wilden Kaiser.